# Horpács
Horpács es un pueblo ubicado en el condado de Nógrád, Hungría.

## Superficie
Posee una superficie de 6,72 kilómetros cuadrados.

## Demografía
Hasta 2021 la población era de 149 habitantes, con una densidad de población de 22,17 habitantes por kilómetro cuadrado.